# Ian Baker
Ian Baker (ur. 9 lutego 1993 w Waszyngtonie) – amerykański koszykarz, występujący na pozycji rozgrywającego.
Zdobył dwukrotnie mistrzostwo stanu z reprezentacją swojej szkoły średniej - Arlington Country Apaches (2012, 2013).
27 sierpnia 2018 został zawodnikiem Trefla Sopot. 13 czerwca 2019 opuścił klub.

## Osiągnięcia
Stan na 3 lipca 2019, na podstawie, o ile nie zaznaczono inaczej.
NCAA
- Uczestnik rozgrywek turnieju NCAA (2014, 2015, 2017)
- Mistrz:
  - turnieju konferencji Western Athletic (WAC – 2014, 2015, 2017)
  - sezonu regularnego WAC (2015, 2016)
- Zawodnik roku WAC (2017)[5]
- MVP turnieju WAC (2017)
- Zaliczony do:
  - I składu:
    - WAC (2016, 2017)
    - turnieju WAC (2016, 2017)
    - defensywnego WAC (2016)

  - składu honorable mention All-American (2017 przez Associated Press)
- Zawodnik tygodnia WAC (20.02.2017, 19.12.2016, 12.12.2016)
- Lider konferencji WAC w skuteczności rzutów za 3 punkty (45,7% – 2015)